# Kanton Château-Renault
Kanton Château-Renault (francouzsky Canton de Château-Renault) je francouzský kanton v departementu Indre-et-Loire v regionu Centre-Val de Loire. Tvoří ho 16 obcí.

## Obce kantonu
- Autrèche
- Auzouer-en-Touraine
- Le Boulay
- Château-Renault
- Crotelles
- Dame-Marie-les-Bois
- La Ferrière
- Les Hermites
- Monthodon
- Morand
- Neuville-sur-Brenne
- Nouzilly
- Saint-Laurent-en-Gâtines
- Saint-Nicolas-des-Motets
- Saunay
- Villedômer